# Cmentarz wojenny w Starych Budach
Cmentarz wojenny w Starych Budach – miejsce spoczynku żołnierzy polskich poległych w bitwie nad Bzurą (1939) zlokalizowane we wsi Stare Budy w powiecie sochaczewskim (województwo mazowieckie), przed dawnym budynkiem szkoły podstawowej, wpisany do rejestru zabytków nieruchomych województwa mazowieckiego.

## Geneza
Rozkazem generała Tadeusza Kutrzeby z 16 września 1939 Stare Budy wyznaczono na obszar koncentracji oddziałów Armii Pomorze i niewielkiej liczby żołnierzy Armii Poznań. Stąd wojsko, a także ludność cywilna, wycofywała się przez Puszczę Kampinoską w kierunku Warszawy poprzez jedyną czynną przeprawę mostową w Witkowicach. Kolumny te zaatakowane zostały przez Niemców i okrążone. Lokalną ludność cywilną mordowano, m.in. w pobliskim Henrykowie spalono w stodole 76 osób. 19 września 1939 wojska niemieckie weszły w głąb kompleksu leśnego w okolicy Starych Bud, gdzie obrońcy zostali rozbici.

## Cmentarz
Mieszkańcy Starych Bud pomagali żołnierzom polskim, dostarczali prowiant i opatrywali rannych. Po zakończeniu bitwy pochowali poległych w zbiorowej mogile w formie kopca, którą okupant niemiecki nakazał zaorać, jako symbol oporu. Polacy oznaczyli jednak miejsce w znany sobie sposób i po zakończeniu okupacji utworzyli cmentarz wojenny. Najbardziej zasłużonym przy jego budowie był Józef Kisiołek. Od 2007 pieczę nad obiektem sprawują członkowie Muzealnej Grupy Historycznej im. II/18 pp z Sochaczewa.
Na cmentarzu spoczywa 225 poległych żołnierzy Wojska Polskiego. Obiekt ma powierzchnię około 320 (lub 230) m² i plan trapezu. Przez centralną część prowadzi alejka zakończona niskim postumentem z krzyżem, który jest wykonany w części z lufy czołgu. Po obu stronach ścieżki znajdują się mogiły z betonowymi krzyżami. Leżą w nich przede wszystkim żołnierze 4. Dywizji Piechoty oraz Pomorskiej Brygady Kawalerii, m.in. sierżant Józef Młynarczyk odznaczony pośmiertnie Krzyżem Walecznych. Oprócz tego na nekropolii spoczywa jeden żołnierz Ludowego Wojska Polskiego.
Na centralnym, białym krzyżu umieszczono trzy tablice z napisami:
- Tu spoczywa 225 żołnierzy II Rzeczypospolitej,
- Polegli śmiercią bohaterów w Bitwie nad Bzurą w walce z niemiecką napaścią w dniach 16–19.IX.1939 r.,
- Gdy bój nad Bzurą wrzał, a wróg tysiącem dział otoczył nas i bił. Nie straszna czołgów stal, lecz straszny w sercu żal, że nam zabrakło sił...

## Zidentyfikowani pochowani
- por. Andrzej L. Czerwiński
- por. Jerzy Bagieński
- por. Zygmunt Cz. Falak
- szer. Bolesław Szwarkowski
- sierż. Piotr Biedrzyński
- sierż. Wiktor Głudziński
- st. sierż. Zygmunt Raciniewski
- kan. Franciszek Rybacki
- strz. Feliks Obrański
- strz. Bolesław Szarnowski
- strz. Antoni Szymula
- por. Tadeusz Hałuszka
- strz. Walenty Woniewicz
- por. Władysław Popielawski
- kan. Stanisław Stachowiec
- strz. Wiktor Chudzyński
- strz. Władysław Dybiński
- kpt. Jan Jastrzębski
- wachm. Wasilij Kwasow
- ppor. rez. Stefan Zataj
- strz. Jan Antoszczak
- plut. Jan Hylak
- st. sierż. Franciszek Kempski
- por. Stefan Surdyk
- ppor. Jerzy Baltaziuk
- ppor. Tadeusz Kowalski
- por. Kazimierz Szmelcer
- ppor. Władysław Banaszkiewicz
- ppor. Witold Dobrowolski
- ppor. rez. Edward Malicki
- szer. Marian Siuda
- sierż. Józef Młynarczyk
- ułan. Józef Skiba
- strz. Stodolski
- szer. Felicjan Wehrtz[2]

## Galeria

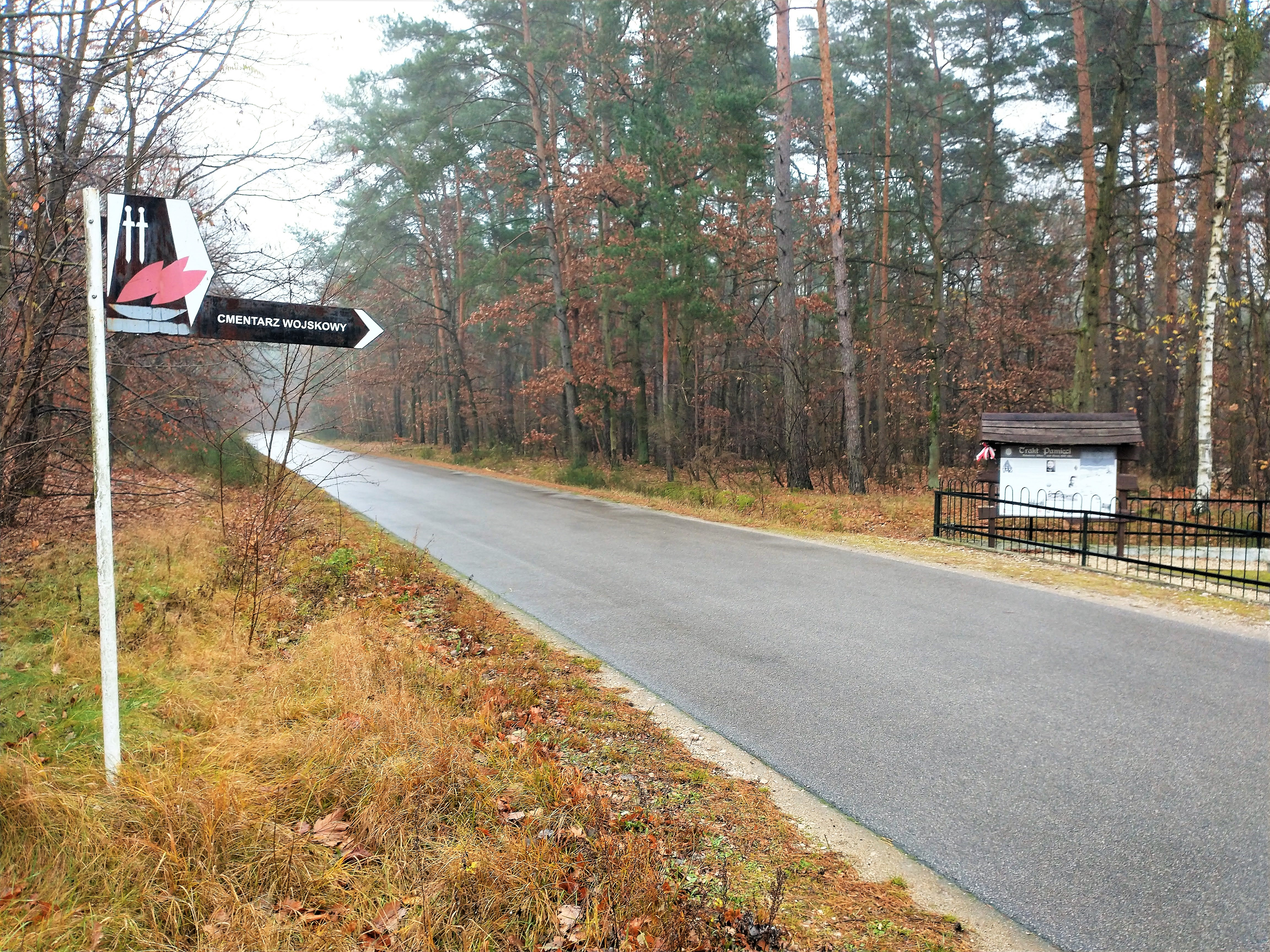
Drogowskaz
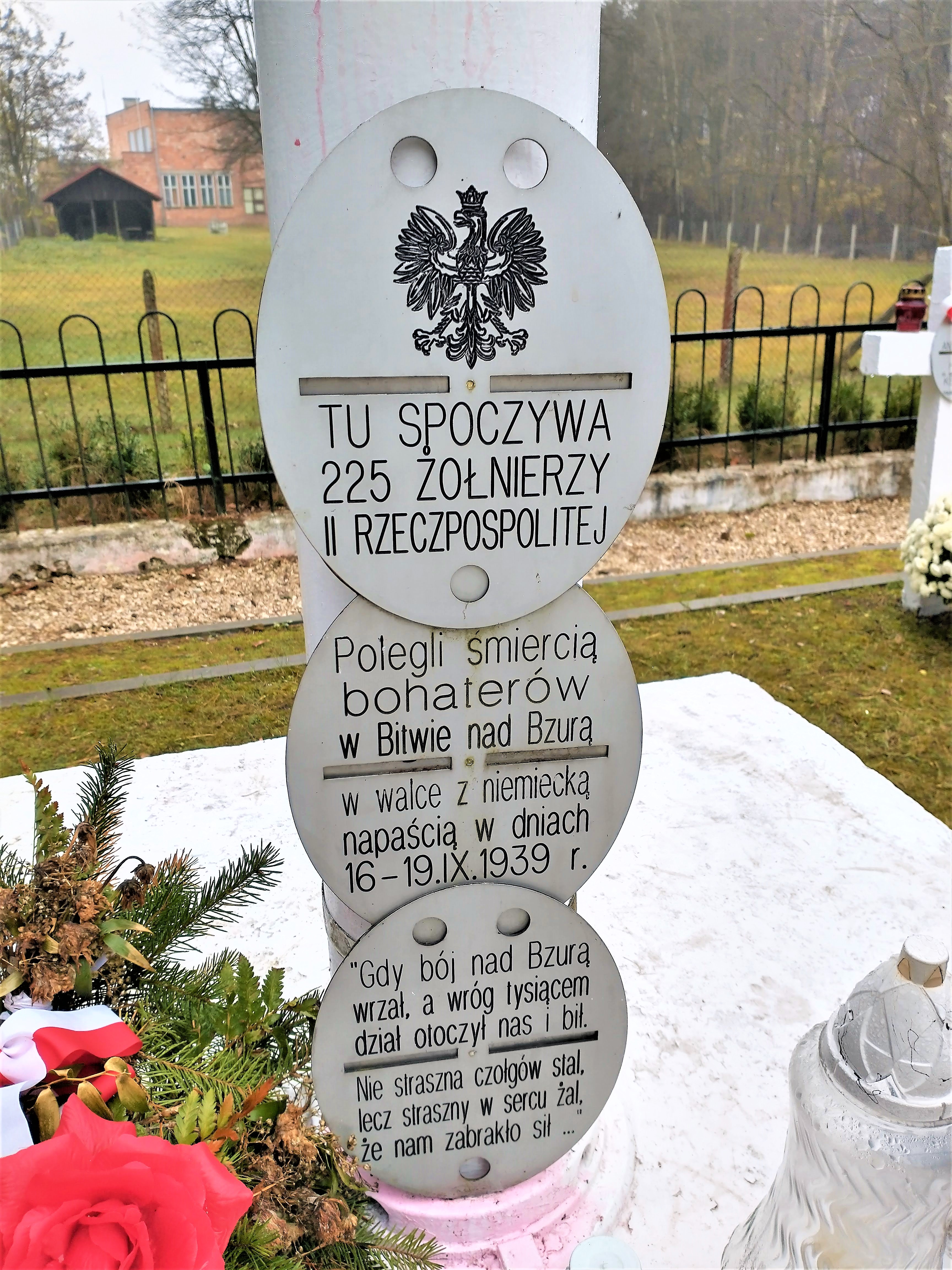
Tablice na krzyżu
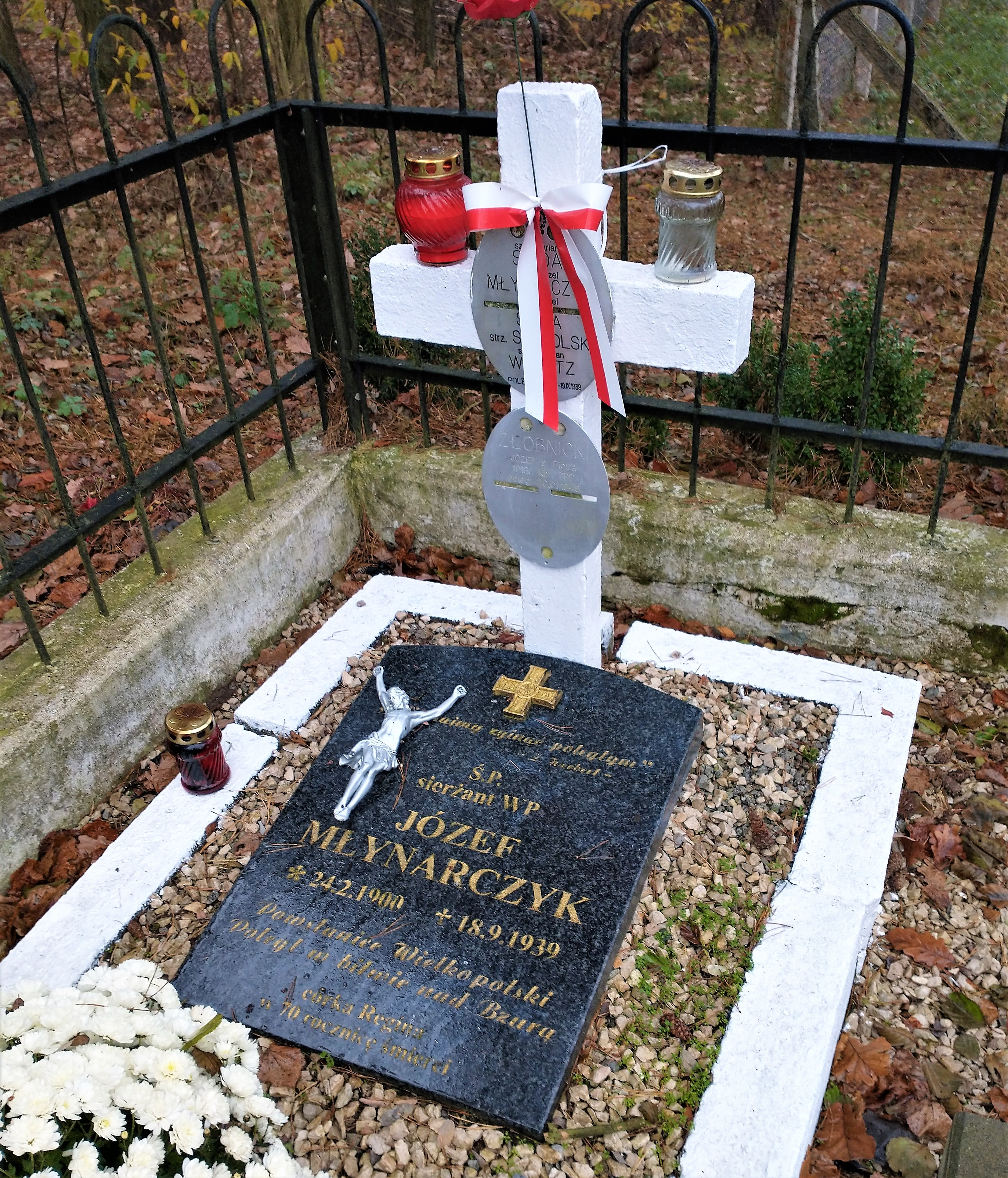
Grób Józefa Młynarczyka
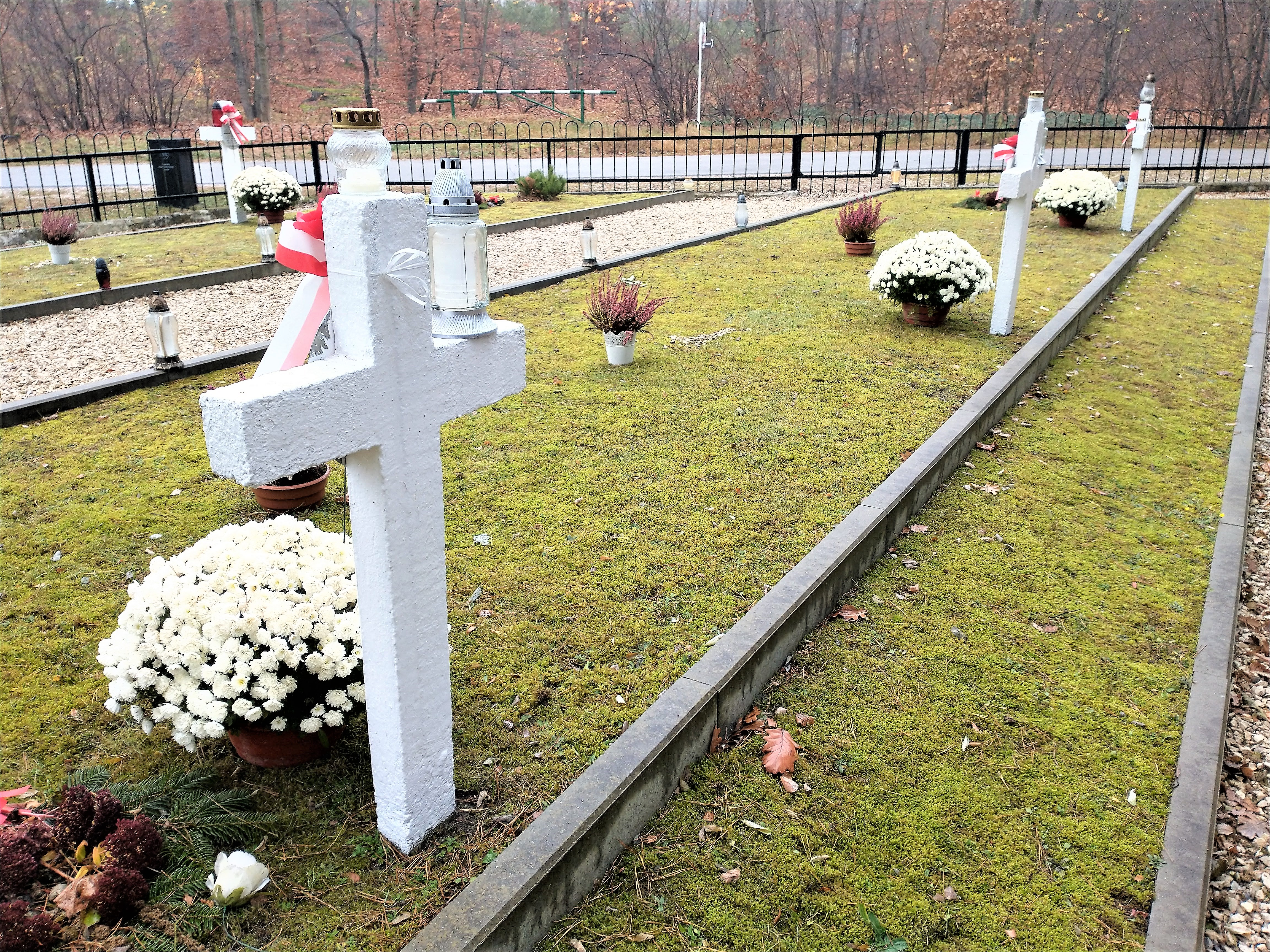
Fragment
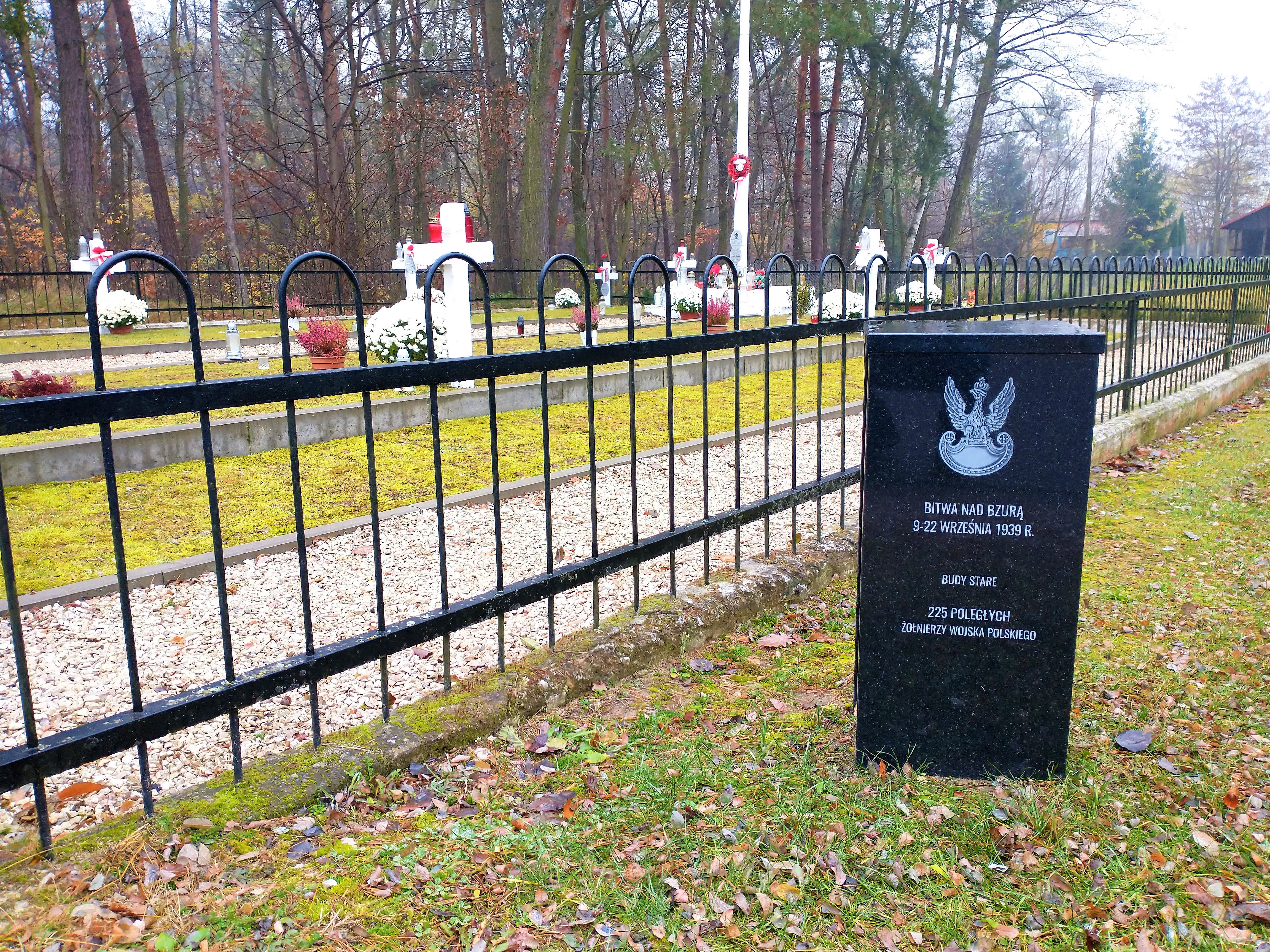
Stela